# 77. ročník udílení cen Emmy
77. ročník udílení cen Emmy oceňující nejlepší televizní počiny v období od 1. června 2024 do 31. května 2025 se uskuteční dne 15. září 2025 v Peacock Theater v Los Angeles v Kalifornii. Přímý přenos bude vysílán televizními stanicemi CBS a Paramount+. Ceremoniál bude moderovat komik Nate Bargatze.

## Nominovaní

### Pořady
| Nejlepší komediální seriál | Nejlepší dramatický seriál |
| --- | --- |
| - Základka Willarda Abbotta (ABC) - Medvěd (FX) - Stále v kurzu (HBO Max) - Tohle nikdo nechce (Netflix) - Jen vraždy v budově (Hulu) - Terapie pravdou (Apple TV+) - Studio (Apple TV+) - Co děláme v temnotách (FX) | - Andor (Disney+) - Diplomatické vztahy (Netflix) - The Last of Us (HBO) - Ráj (Hulu) - Urgent (HBO Max) - Odloučení (Apple TV+) - Slow Horses (Apple TV+) - Bílý lotos (HBO) |
| Nejlepší minisérie | Nejlepší soutěžní pořad |
| - Adolescent (Netflix) - Černé zrcadlo (Netflix) - Zemřít pro sex (FX) - Monstrum: Příběh Erika a Lylea Menendezových (Netflix) - Tučňák (HBO)                                                                        | - The Amazing Race (CBS) - RuPaul's Drag Race (MTV) - Survivor (CBS) - Top Chef (Bravo) - Zrádci USA (Peacock)                                                                |
| Nejlepší talk show | Nejlepší skriptovaný pořad |
| - The Daily Show (Comedy Central) - Jimmy Kimmel Live! (ABC) - The Late Show with Stephen Colbert (CBS) | - John Oliver: Co týden dal a vzal (HBO) - Saturday Night Live (NBC) |

### Herectví

#### Hlavní role
| Nejlepší herec v komediálním seriálu | Nejlepší herečka v komediálním seriálu |
| --- | --- |
| - Adam Brody jako Noah Roklov – Tohle nikdo nechce - Seth Rogen jako Matt Remick – Studio - Jason Segel jako Jimmy Laird – Terapie pravdou - Martin Short jako Oliver Putnam – Jen vraždy v budově - Jeremy Allen White jako Carmen „Carmy“ Berzatto – Medvěd                                              | - Uzo Aduba jako Cordelia Cupp – Rezidence - Kristen Bellová jako Joanne – Tohle nikdo nechce - Quinta Brunson jako Janine Teagues – Základka Willarda Abbotta - Ayo Edebiri jako Sydney Adamu – Medvěd - Jean Smartová jako Deborah Vance – Stále v kurzu                                                 |
| Nejlepší herec v dramatickém seriálu | Nejlepší herečka v dramatickém seriálu |
| - Sterling K. Brown jako Xavier Collins – Ráj - Gary Oldman jako Jackson Lamb – Slow Horses - Pedro Pascal jako Joel Miller – The Last of Us - Adam Scott jako Mark Scout – Odloučení - Noah Wyle jako Dr. Michael „Robby“ Robinavitch – Urgent                                                            | - Kathy Batesová jako Madeline „Matty“ Matlock / Madeline Kingston – Matlock - Sharon Horgan jako Eva Garvey – Zlé sestry - Britt Lower jako Helly R. – Odloučení - Bella Ramsey jako Ellie – The Last of Us - Keri Russellová jako Kate Wyler – Diplomatické vztahy                                       |
| Nejlepší herec v minisérii nebo televizním filmu | Nejlepší herečka v minisérii nebo televizním filmu |
| - Colin Farrell jako Oswald „Oz“ Cobb / Tučňák – Tučňák - Stephen Graham jako Eddie Miller – Adolescent - Jake Gyllenhaal jako Rozat „Rusty“ Sabich – Nedostatek důkazů - Brian Tyree Henry jako Ray Driscoll – Zlodějíčci - Cooper Koch jako Erik Menendez – Monstrum: Příběh Erika a Lylea Menendezových | - Cate Blanchettová jako Catherine Ravenscroft – Dokonalý cizinec - Meghann Fahy jako Devon DeWitt – Sirény - Rashida Jones jako Amanda Waters – Černé zrcadlo: „Obyčejní lidé“ - Cristin Miliotiová jako Sofia Falcone / Sofia Gigante – Tučňák - Michelle Williamsová jako Molly Kochan – Zemřít pro sex |

#### Vedlejší role
| Nejlepší herec ve vedlejší roli v komediálním seriálu | Nejlepší herečka ve vedlejší roli v komediálním seriálu |
| --- | --- |
| - Ike Barinholtz jako Sal Saperstein – Studio - Colman Domingo jako Danny – Čtyři roční období - Harrison Ford jako Dr. Paul Rhoades – Terapie pravdou - Jeff Hiller jako Joel – Někdo, někde - Ebon Moss-Bachrach jako Richard „Richie“ Jerimovich – Medvěd - Michael Urie jako Brian – Terapie pravdou - Bowen Yang jako různé postavy – Saturday Night Live | - Liza Colón-Zayas jako Tina Marrero – Medvěd - Hannah Einbinder jako Ava Daniels – Stále v kurzu - Kathryn Hahn jako Maya Mason – Studio - Janelle James jako Ava Coleman – Základka Willarda Abbotta - Catherine O'Hara jako Patty Leigh – Studio - Sheryl Lee Ralph jako Barbara Howard – Základka Willarda Abbotta - Jessica Williams jako Gaby – Terapie pravdou |
| Nejlepší herec ve vedlejší roli v dramatickém seriálu | Nejlepší herečka ve vedlejší roli v dramatickém seriálu |
| - Zach Cherry jako Dylan George – Odloučení - Walton Goggins jako Rick Hatchett – Bílý lotos - Jason Isaacs jako Timothy Ratliff – Bílý lotos - James Marsden jako prezident Cal Bradford – Ráj - Sam Rockwell jako Frank – Bílý lotos - Tramell Tillman jako Seth Milchick – Odloučení - John Turturro jako Irving Bailiff – Odloučení                        | - Patricia Arquette jako Harmony Cobel – Odloučení - Carrie Coon jako Laurie Duffy – Bílý lotos - Katherine LaNasa jako Dana Evans – Urgent - Julianne Nicholson jako Samantha Redmond – Ráj - Parker Poseyová jako Victoria Ratliff – Bílý lotos - Natasha Rothwell jako Belinda Lindsey – Bílý lotos - Aimee Lou Wood jako Chelsea – Bílý lotos                     |
| Nejlepší herec ve vedlejší roli v minisérii nebo televizním filmu | Nejlepší herečka ve vedlejší roli v minisérii nebo televizním filmu |
| - Javier Bardem jako José Menendez – Monstra: Příběh Lylea a Erika Menendezových - Bill Camp jako Raymond Horgan – Nedostatek důkazů - Owen Cooper jako Jamie Miller – Adolescent - Rob Delaney jako Hank Prior – Zemřít pro sex - Peter Sarsgaard jako Tommy Motto – Nedostatek důkazů - Ashley Walters jako Luke Bascombe – Adolescent                       | - Erin Doherty jako Briony Ariston – Adolescent - Ruth Negga jako Barbara Sabich – Nedostatek důkazů - Deirdre O'Connell jako Francis Cobb – Tučňák - Chloë Sevigny jako Kitty Menendez – Monstra: Příběh Lylea a Erika Menendezových - Jenny Slateová jako Nikki Boyer – Zemřít pro sex - Christine Tremarco jako Manda Miller – Adolescent                          |

### Režie
| Nejlepší režie komediálního seriálu | Nejlepší režie dramatického seriálu |
| --- | --- |
| - Medvěd (díl: „Ubrousky“), režie: Ayo Edebiri (FX) - Stále v kurzu (díl: „Nebezpečný precedens“), režie: Lucia Aniello (HBO Max) - Mid-Century Modern (díl: „Na vás, paní Schneidermanová“), režie: James Burrows (Hulu) - Zkouška (díl: „Pilot's Code“), režie: Nathan Fielder (HBO) - Studio (díl: „Na jeden záběr“), režie: Seth Rogen a Evan Goldberg (Apple TV+) | - Andor (díl: „Co jsi zač?“), režie: Janus Metz (Disney+) - Urgent (díl: „18:00“), režie: Amanda Marsalis (HBO Max) - Urgent (díl: „7:00“), režie: John Wells (HBO Max) - Odloučení (díl: „Chikhai Bardo“), režie: Jessica Lee Gagné (Apple TV+) - Odloučení (díl: „Cold Harbor“), režie: Ben Stiller (Apple TV+) - Slow Horses (díl: „Tak zatím“), režie: Adam Randall (Apple TV+) - Bílý lotos (díl: „Amor Fati“), režie: Mike White (HBO) |
| Nejlepší režie minisérie nebo televizního filmu | |
| - Adolescent, režie: Philip Barantini (Netflix) - Zemřít pro sex (díl: „Není to tak vážné“), režie: Shannon Murphy (FX) - Tučňák (díl: „Cent'Anni“), režie: Helen Shaver (HBO) - Tučňák (díl: „Velká nebo malá věc“), režie: Jennifer Getzinger (HBO) - Sirény (díl: „Exil“), režie: Nicole Kassell (Netflix) - Nultý den, režie: Lesli Linka Glatter (Netflix)        | |

### Scénář
| Nejlepší scénář pro komediální seriál | Nejlepší scénář pro dramatický seriál |
| --- | --- |
| - Základka Willarda Abbotta (díl: „Zpátky do školy“), scénář: Quinta Brunson (ABC) - Stále v kurzu (díl: „Nebezpečný precedens“), scénář: Lucia Aniello, Paul W. Downs a Jen Statsky (HBO Max) - Zkouška (díl: „Pilot's Code“), scénář: Nathan Fielder, Carrie Kemper, Adam Locke-Norton a Eric Notarnicola (HBO) - Někdo, někde (díl: „AGG“), scénář: Hannah Bos, Paul Thureen a Bridget Everett (HBO) - Studio (díl: „Povýšení“), scénář: Seth Rogen, Evan Goldberg, Peter Huyck, Alex Gregory a Frida Perez (Apple TV+) - Co děláme v temnotách (díl: „The Finale“), scénář: Sam Johnson, Sarah Naftalis a Paul Simms (FX) | - Andor (díl: „Vítejte u povstalců“), scénář: Dan Gilroy (Disney+) - Urgent (díl: „14:00“), scénář: Joe Sachs (HBO Max) - Urgent (díl: „7:00“), scénář: R. Scott Gemmill (HBO Max) - Odloučení (díl: „Cold Harbor“), scénář: Dan Erickson (Apple TV+) - Slow Horses (díl: „Tak zatím“), scénář: Will Smith (Apple TV+) - Bílý lotos (díl: „Úplňková párty“), scénář: Mike White (HBO) |
| Nejlepší scénář pro minisérii nebo televizní film | Nejlepší scénář pro skriptovaný pořad |
| - Adolescent, scénář: Jack Thorne and Stephen Graham (Netflix) - Černé zrcadlo (díl: „Obyčejní lidé“), scénář: Charlie Brooker a Bisha K. Ali (Netflix) - Zemřít pro sex (díl: „Limonáda bez cukru za dobrou cenu“), scénář Kim Rosenstock a Elizabeth Meriwether (FX) - Tučňák (díl: „Velká nebo malá věc“), scénář: Lauren LeFranc (HBO) - Nic neříkej (díl: „Lidi ve špíně“), scénář: Joshua Zetumer (FX) | - The Daily Show (Comedy Central) - John Oliver: Co týden dal a vzal (HBO) - Saturday Night Live (NBC) |